# کاتسوئورا، توکوشیما
کاتسوئورا، توکوشیما (به لاتین: Katsuura, Tokushima) یک منطقهٔ مسکونی در ژاپن است که در استان توکوشیما واقع شده‌است. کاتسورا ۶٬۵۰۳ نفر جمعیت دارد.